# Szalviusz
A Szalviusz latin eredetű férfinév, jelentése: sértetlen, ép. Női párja: Szalvia.

## Gyakorisága
Az 1990-es években szórványos név, a 2000-es években nem szerepel a 100 leggyakoribb férfinév között.

## Névnapok
- október 28.[2]